# Rough
Rough er i golf betegnelsen for de vildtvoksende partier, der grænser op til en golfbanes tilklippede græstæppe kaldet fairway og green.
| Sport | Spire Denne artikel om sport er en spire som bør udbygges. Du er velkommen til at hjælpe Wikipedia ved at udvide den. |